# 현대 오메가엔진
현대 오메가엔진은 미쓰비시의 8A8엔진을 현대자동차 개량해서 생산한 엔진이다. 미쓰비시에서는 고급차인 프라우디아와 데보네어에 탑재되었다.